# エンドセリン
エンドセリン (endothelin) は、血管内皮細胞由来のペプチドで、強力な血管収縮作用を有するオータコイドの一種である。

## 発見
エンドセリンは1988年、当時筑波大学基礎医学系薬理学教室の大学院生であった柳沢正史（テキサス大学サウスウェスタン医学センター教授）、眞崎知生教授（当時）らのグループによって発見された。グループリーダーは後藤勝年。ブタ大動脈の血管内皮細胞培養上清から、強力な血管収縮作用を有する生理活性物質として、単離、精製、および遺伝子の同定がなされた。この物質をラットに静注すると、1時間以上も持続する強力な昇圧反応が観察された。その様子は「ラットは血の涙を流した」として知られている。

## 構造と作用
エンドセリンは21個のアミノ酸で構成され、分子内に2個のジスルフィド結合を有する。203個のアミノ酸より成る前駆体がプロセッシングされることにより生成する。多くの哺乳類には、異なる遺伝子によってコードされる ET-1, ET-2, ET-3 という3種のペプチド異性体が存在する。
エンドセリンは一過性の血管拡張作用と、それに引き続く持続的な血管収縮作用を有する。ただしET-3の血管拡張作用は他の2種に比べ非常に弱い。
エンドセリンの受容体はETAとETBの2種類が存在する。ETAはET-1とET-2に高い親和性が高く、ET-3に対しては低い親和性をしめす。ETBは３種のアイソペプチドに同等の親和性をしめす。血管系においてはETAは血管収縮作用、ETBは血管内皮細胞におけるNOの放出を介した血管拡張作用に関与しているとされているが、一部の血管ではETB受容体も血管収縮に関与している。
エンドセリンは肺高血圧、心不全、腎不全といった病態との関連が指摘されている。エンドセリン受容拮抗薬（ETA受容体とETB受容体の両方を阻害する）である "bosentan" は肺動脈性肺高血圧症の治療薬として使用されている。
また、神経堤由来組織の胚発生において重要な役割を演じていることが示唆されている。ETB受容体の異常は一部のヒルシュスプルング病（ワールデンブルグ症候群）の原因である。